# Coupe Nongshim
La Coupe Nongshim (en coréen : 농심배) est une compétition internationale de go par équipe.

## Organisation
La coupe Nongshim est sponsorisée et organisée par la société sud-coréenne Nongshim. Elle oppose trois équipes de cinq joueurs : Une équipe chinoise, une équipe japonaise et une équipe coréenne. Elle a lieu chaque année depuis 1999.
Au début de la compétition, deux équipes sont tirées au sort pour commencer, tandis que la troisième est au repos. Chacune des deux équipes sélectionnées choisit un membre, et les deux joueurs s'affrontent en une seule partie gagnante. À partir de là, un système de rotation se met en place :
- Le joueur ayant remporté la partie continue et jouera la partie suivante.
- Le joueur ayant perdu la partie est éliminé du tournoi et son équipe sera au repos pour la prochaine partie.
- L'équipe au repos choisit un de ses joueurs encore en lice pour participer à la prochaine partie.

La rotation se répète jusqu'à ce qu'une des équipes n'ait plus de joueur. Elle est alors éliminée et le tournoi continue sans équipe au repos, l'équipe perdante devant envoyer un nouveau joueur à chaque partie, et ce jusqu'à ce qu'une seule équipe ait encore des joueurs. Elle est alors désignée vainqueur.

## Résultats
| Édition | Année | Vainqueur    | Deuxième     | Troisième |
| ------- | ----- | ------------ | ------------ | --------- |
| 1       | 2000  | Corée du sud | Chine        | Japon     |
| 2       | 2001  | Corée du sud | Japon        | Chine     |
| 3       | 2002  | Corée du sud | Chine        | Japon     |
| 4       | 2003  | Corée du sud | Chine        | Japon     |
| 5       | 2004  | Corée du sud | Japon        | Chine     |
| 6       | 2005  | Corée du sud | Chine        | Japon     |
| 7       | 2006  | Japon        | Corée du sud | Chine     |
| 8       | 2007  | Corée du sud | Chine        | Japon     |
| 9       | 2008  | Chine        | Corée du sud | Japon     |
| 10      | 2009  | Corée du sud | Chine        | Japon     |
| 11      | 2010  | Corée du sud | Chine        | Japon     |
| 12      | 2011  | Corée du sud | Chine        | Japon     |
| 13      | 2012  | Chine        | Corée du sud | Japon     |
| 14      | 2013  | Corée du sud | Chine        | Japon     |
| 15      | 2014  | Chine        | Corée du sud | Japon     |
| 16      | 2015  | Chine        | Corée du sud | Japon     |
| 17      | 2016  | Chine        | Corée du sud | Japon     |
| 18      | 2017  | Chine        | Corée du sud | Japon     |
| 19      | 2018  | Corée du sud | Chine        | Japon     |
| 20      | 2019  | Chine        | Corée du sud | Japon     |
| 21      | 2020  | Chine        | Corée du sud | Japon     |
| 22      | 2021  | Corée du sud | Chine        | Japon     |
| 23      | 2022  | Corée du sud | Japon        | Chine     |
| 24      | 2023  | Corée du sud | Chine        | Japon     |